# Избори за националне савете националних мањина 2018.
Избори за националне савете националних мањина, који су одржани 4. новембра 2018. године у Србији, били су избори за чланове националних савета националних мањина. Избори су одржани на основу Закона о националним саветима националних мањина, а расписани су 15. августа 2018. године, одлуком Министарства за државну управу и локалну самоуправу.
Изборима за чланове националних савета обухваћене су 22 (двадесет и две) националне мањине: албанска, ашкалијска, бошњачка, бугарска, буњевачка, влашка, грчка, египатска, мађарска, македонска, немачка, пољска, ромска, румунска, русинска, руска, словачка, словеначка, украјинска, хрватска, црногорска и чешка. Избори су одржани на два начина, непосредним гласањем или путем електорских скупштина. Непосредни избори су одржани у 18 националних заједница, док су избори у преостале четири заједнице (македонска, руска, црногорска, хрватска) обављени по електорском принципу.
Резултати избора објављени су од стране Републичке изборне комисије.